# 二木ちかこ
二木 ちかこ（ふたつぎ ちかこ）は、日本の女性イラストレーター。福岡県北九州市小倉出身。東京都在住。
フリーのイラストレーターとして活躍している。
「ついついsmile♪になってしまう」がコンセプト。

## イラスト参加
- おだんご日和
- 雑貨の仕事塾